# Vanessa Oliveira
Vanessa Alexandra Oliveira (Lisboa, 26 de Maio de 1981) é uma modelo e apresentadora de televisão portuguesa.

## Biografia
Estudou Relações Públicas e Publicidade no INP (Instituto de Novas Profissões) em Lisboa, depois fez uma pós-graduação em Apresentação de Televisão na Universidade Independente.  Mais tarde, frequentou o Mestrado de Comunicação na Universidade Católica Portuguesa. Modelo na Elite Portugal, desde 1998, foi capa de revistas, como a Activa e a Xis. Participou na Moda Lisboa e no Portugal Fashion, foi modelo de catálogos e publicidades, e estrela de muitos desfiles ao longo de 20 anos.
Em agosto de 2004, estreia-se como apresentadora dos diários da Quinta das Celebridades e posteriormente da 1.ª Companhia na TVI.
Em Janeiro de 2006 mudou-se para a SIC onde apresentou, o programa Êxtase, Programa da Manhã, entre outros.
Em Maio de 2007, fez parte da equipa de apresentadores do programa Família Superstar.
Apresentou, em conjunto com Laura Figueiredo, Rita Andrade, Cláudia Borges, Andreia Rodrigues e Iva Lamarão, o programa Fama Show da SIC e o programa dos dias de verão da SIC, SIC ao Vivo, juntamente com vários apresentadores, como, Raquel Strada e Nuno Eiró.
Em 2010, apresenta o programa À Procura do Sonho com Pedro Guedes.
Apresentou com Nuno Graciano, o programa Companhia das Manhãs e entre 2012 e 2013 o programa Não Há Crise!
A 27 de dezembro de 2012, anuncia a chegada do seu primeiro filho (André) que veio a nascer a 18 de Junho de 2013. 
Entre 2013 e 2014 fez parte da equipa de apresentadores do programa social da SIC Passadeira Vermelha.
Em Setembro de 2014, deixa a SIC e vai para a RTP1. onde tem apresentado diversos programas como o Há Tarde, Got Talent Portugal, Agora Nós, Sete Maravilhas de Portugal, Danças no Mundo, Portugal no Mundo, entre outros.
Entre 2020 e 2024, apresentou alternadamente o programa semanal "Aqui Portugal". 
Atualmente é uma das apresentadoras do programa periódico "Portugal no Mundo" e de emissões especiais transmitidas pela RTP1.
Em Maio de 2019, anuncia a chegada do segundo filho, neste caso uma menina (Diana), que nasceu a 12 de Novembro de 2019. 

## Carreira

### Televisão
| Ano                           | Programa                                               | Obs. | Canal     |
| ----------------------------- | ------------------------------------------------------ | --- | --------- |
| 2004                          | Quinta das Celebridades (1.ª edição)                   | Repórter | TVI       |
| 2005                          | Quinta das Celebridades (2.ª edição)                   | Repórter | TVI       |
| 2005                          | 1.ª Companhia                                          | Repórter | TVI       |
| 2005                          | 1.ª Companhia (2.ª Recruta)                            | Repórter | TVI       |
| 2006                          | Êxtase                                                 | Apresentadora | SIC       |
| 2006                          | Programa da Manhã                                      | Apresentadora, com Pedro Mourinho                                                                                      | SIC       |
| 2007                          | Família Superstar                                      | Repórter | SIC       |
| 2008 - 2014                   | Fama Show                                              | Apresentadora | SIC       |
| 2009                          | SIC ao Vivo                                            | Apresentadora | SIC       |
| 2010                          | À Procura do Sonho                                     | Apresentadora, com Pedro Guedes                                                                                        | SIC       |
| 2010 - 2011                   | Companhia das Manhãs                                   | Apresentadora com Nuno Graciano                                                                                        | SIC       |
| 2012 - 2013                   | Não Há Crise!                                          | Apresentadora com Nuno Graciano                                                                                        | SIC       |
| 2013 - 2014                   | Querida Júlia - Sextas Mágicas                         | Apresentadora | SIC       |
| 2013 - 2014                   | Passadeira Vermelha                                    | Apresentadora | SIC Caras |
| 2014                          | XIX Gala dos Globos de Ouro - Passadeira Vermelha      | Repórter | SIC       |
| 2014 - 2015                   | Há Tarde                                               | Apresentadora, ao lado de Herman José                                                                                  | RTP1      |
| 2015                          | Marchas Populares de Lisboa                            | Apresentadora/ Repórter                                                                                                | RTP1      |
| 2015                          | Verão Total                                            | Apresentadora | RTP1      |
| 2015                          | Volta ao Mundo                                         | Repórter a partir do Brasil                                                                                            | RTP1      |
| 2016                          | Got Talent Portugal - 2.ª edição                       | Apresentadora, ao lado de José Pedro Vasconcelos                                                                       | RTP1      |
| 2016                          | Praias Olímpicas                                       | Apresentadora | RTP1      |
| 2016 / 2018 - 2019            | Aqui Portugal                                          | Apresentadora substituta                                                                                               | RTP1      |
| 2017                          | Danças do Mundo                                        | Concorrente | RTP1      |
| 2017 - 2018                   | RTP Mais Perto                                         | Apresentadora | RTP1      |
| 2017                          | Noite de São Pedro                                     | Apresentadora, com Herman José                                                                                         | RTP1      |
| 2017                          | 7 Maravilhas de Portugal - Aldeias                     | Apresentadora | RTP1      |
| 2018                          | All Aboard - Eurovillage                               | Apresentadora | RTP1      |
| 2018                          | 7 Maravilhas à Mesa                                    | Apresentadora, com Hélder Reis e Tiago Góes Ferreira                                                                   | RTP1      |
| 2018                          | São Pedro                                              | Apresentadora, com José Carlos Malato e Tiago Góes Ferreira                                                            | RTP1      |
| 2018                          | Festas do Mar a partir de Cascais                      | Apresentadora, com José Pedro Vasconcelos, Joana Teles e Inês Carranca                                                 | RTP1      |
| 2018                          | As Receitas Lá de Casa                                 | Apresentadora, na ausência de José Carlos Malato                                                                       | RTP1      |
| 2018                          | Um Mar de Portugueses                                  | Apresentadora, com José Carlos Malato, Catarina Camacho e Idevor Mendonça                                              | RTP1      |
| 2018                          | Aqui há Taça                                           | Apresentadora, com Jorge Gabriel, Hélder Reis e Catarina Camacho                                                       | RTP1      |
| 2018                          | Porto Santo - 600 Anos                                 | Apresentadora, com José Carlos Malato e Duarte Rebolo                                                                  | RTP1      |
| 2018                          | VII Desfile Nacional de Bandas Filarmónicas            | Apresentadora, com José Carlos Malato                                                                                  | RTP1      |
| 2018                          | Adeus 2018                                             | Apresentadora, com José Carlos Malato, Licínia Macedo e Duarte Rebolo                                                  | RTP1      |
| 2019 - 2020/ 2023 - presente  | Portugal no Mundo                                      | Apresentadora | RTP1      |
| 2019                          | Agora Nós                                              | Apresentadora | RTP1      |
| 2019                          | Especial Carnaval de Loures                            | Apresentadora, com José Carlos Malato e Isabel Angelino                                                                | RTP1      |
| 2019                          | Mão Dada a Moçambique                                  | Apresentadora | RTP1      |
| 2019                          | Festa do Alvarinho e do Fumeiro a partir de Melgaço    | Apresentadora, com José Carlos Malato e Tiago Góes Ferreira                                                            | RTP1      |
| 2019                          | Festa da Flor a partir do Madeira                      | Apresentadora, com José Carlos Malato e Licínia Macedo                                                                 | RTP1      |
| 2019                          | 7 Maravilhas Doces de Portugal                         | Apresentadora/ Repórter de Exteriores                                                                                  | RTP1      |
| 2019                          | Festas de Oeiras                                       | Apresentadora, com José Carlos Malato e Idevor Mendonça                                                                | RTP1      |
| 2019 / 2022 - presente        | Casamentos de Santo António                            | Apresentadora, com Jorge Gabriel, Serenella Andrade, Isabel Angelino e Joana Teles                                     | RTP1      |
| 2019                          | Madeira - 600 Anos                                     | Apresentadora, com Jorge Gabriel e Licínia Macedo                                                                      | RTP1      |
| 2019 - 2022                   | Férias Cá Dentro                                       | Apresentadora | RTP1      |
| 2019                          | Turismo Militar                                        | Apresentadora | RTP1      |
| 2019                          | Fatura da Sorte                                        | Apresentadora, na ausência de Serenella Andrade                                                                        | RTP1      |
| 2020                          | Especial Carnaval de Loulé                             | Apresentadora, com José Carlos Malato, Joana Dias e Inês Carranca                                                      | RTP1      |
| 2020                          | 7 Maravilhas da Cultura Popular                        | Apresentadora | RTP1      |
| 2020                          | Santo António                                          | Apresentadora, com José Carlos Malato                                                                                  | RTP1      |
| 2020                          | Rota N2                                                | Apresentadora | RTP1      |
| 2020                          | Jardins Históricos                                     | Apresentadora | RTP1      |
| 2020 / 2021                   | Festa das Vindimas                                     | Apresentadora | RTP1      |
| 2020                          | World Bike Tour                                        | Apresentadora, com Idevor Mendonça, Inês Carranca e Joana Dias                                                         | RTP1      |
| 2020 - 2024                   | Aqui Portugal                                          | Apresentadora | RTP1      |
| 2020 - 2023 / 2024 - presente | A Nossa Tarde                                          | Apresentadora, nas ausências de Tânia Ribas de Oliveira                                                                | RTP1      |
| 2021                          | Elvas, Património da Humanidade                        | Apresentadora, com José Carlos Malato, Isabel Angelino e Tiago Goes Ferreira                                           | RTP1      |
| 2021                          | 7 Maravilhas da Nova Gastronomia                       | Apresentadora | RTP1      |
| 2021                          | Feira do Livro                                         | Apresentadora, com José Carlos Malato, Hélder Reis e Idevor Mendonça                                                   | RTP1      |
| 2021                          | World Bike Tour                                        | Apresentadora, com Hélder Reis, Inês Carranca e Joana Dias                                                             | RTP1      |
| 2021                          | Corrida EDP Lisboa, a Mulher e a Vida                  | Apresentadora, com José Carlos Malato                                                                                  | RTP2      |
| 2021                          | Festa da Flor a partir do Madeira                      | Apresentadora, com Duarte Rebolo e Licínia Macedo                                                                      | RTP1      |
| 2021                          | Circo de Natal RTP                                     | Participação especial                                                                                                  | RTP1      |
| 2022                          | Carnaval de Figueira da Foz                            | Apresentadora, com José Carlos Malato e Isabel Angelino                                                                | RTP1      |
| 2022                          | Óscares 2022                                           | Repórter | RTP1      |
| 2022                          | Marchas Populares de Lisboa - Apresentação dos Bairros | Apresentadora, com José Carlos Malato                                                                                  | RTP1      |
| 2022                          | Casamentos de Santo António - Apresentação             | Apresentadora, com José Carlos Malato, Isabel Angelino e Serenella Andrade                                             | RTP1      |
| 2022                          | Santo António                                          | Apresentadora, com Tiago Góes Ferreira, Inês Carranca e Isabel Angelino                                                | RTP1      |
| 2022                          | World Bike Tour                                        | Apresentadora, com José Carlos Malato, Inês Carranca e Idevor Mendonça                                                 | RTP1      |
| 2022 - presente               | Festival O Sol da Caparica                             | Apresentadora/ Repórter                                                                                                | RTP1      |
| 2022                          | A Nossa Tarde                                          | Apresentadora, ao lado de José Pedro Vasconcelos, na ausência de Tânia Ribas de Oliveira                               | RTP1      |
| 2022                          | Fado Alfama                                            | Apresentadora, com José Carlos Malato, Isabel Angelino, Serenella Andrade e Idevor Mendonça                            | RTP1      |
| 2022                          | Festa de Natal                                         | Apresentadora com José Carlos Malato                                                                                   | RTP1      |
| 2022                          | Circo de Natal RTP                                     | Apresentadora com José Carlos Malato                                                                                   | RTP1      |
| 2023                          | Festa da Flor da Madeira                               | Apresentadora, com Duarte Rebolo, Catarina Fernandes e Licínia Macedo                                                  | RTP1      |
| 2023                          | World Bike Tour                                        | Apresentadora, com José Carlos Malato, Inês Carranca e Tiago Góes Ferreira                                             | RTP1      |
| 2023                          | Festa do Emigrante - Viseu                             | Apresentadora, com Hélder Reis e Rita Belinha                                                                          | RTP1      |
| 2023 - presente               | Festival F                                             | Repórter | RTP1      |
| 2023                          | X Desfile Nacional de Bandas Filarmónicas              | Apresentadora, com José Carlos Malato e Isabel Angelino                                                                | RTP1      |
| 2024                          | Corrida da Mulher - EDP Pela Vida                      | Apresentadora, com Inês Carranca                                                                                       | RTP1      |
| 2024                          | Especial Volta 2024                                    | Apresentadora, com José Carlos Malato e Lara Lopes                                                                     | RTP1      |
| 2024                          | Praça da Alegria                                       | Apresentadora, com Jorge Gabriel, na ausência de Sónia Araújo                                                          | RTP1      |
| 2024                          | Pedala Portugal - Bike Tour (Lisboa-Oeiras)            | Apresentadora, com José Manuel Monteiro e Lara Lopes                                                                   | RTP1      |
| 2024                          | XI Desfile Nacional de Bandas Filarmónicas             | Apresentadora, com José Carlos Malato e Serenella Andrade                                                              | RTP1      |
| 2024                          | Festa de Natal                                         | Apresentadora, com José Carlos Malato, Tiago Góes Ferreira, Rita Belinha, Marta Mota, Catarina Fernandes e Graça Moniz | RTP1      |
| 2025                          | Rir para Ganhar                                        | Capitã de Equipa | RTP1      |
| 2025                          | Carnaval de Ovar                                       | Apresentadora, com José Carlos Malato e Lara Lopes                                                                     | RTP1      |
| 2025                          | Batalha das Flores - Barcelos                          | Apresentadora, com José Carlos Malato e Lara Lopes                                                                     | RTP1      |
| 2025                          | Corrida Mimosa Pela Vida                               | Apresentadora, com Isabel Angelino                                                                                     | RTP1      |
| 2025                          | A Marcha é Linda!                                      | Autora e Apresentadora                                                                                                 | RTP1      |
| 2025 - presente               | Hora da Sorte                                          | Narradora | RTP1      |
| 2025                          | MasterChef Júnior Portugal                             | Convidada Especial | RTP1      |
| 2025                          | Especial Volta 2025                                    | Apresentadora, com José Carlos Malato e Lara Lopes                                                                     | RTP1      |
| 2025                          | Festa do Emigrante - Viana do Castelo                  | Apresentadora, com José Carlos Malato e Lara Lopes                                                                     | RTP1      |

### Rádio
| Ano  | Programa | Obs.                                                             | Emissora |
| ---- | -------- | ---------------------------------------------------------------- | -------- |
| 2024 | 6PM      | Apresentadora, com Pedro Fernandes, na ausência de Mariana Alvim | RFM      |